# ياو ليجون
ياو ليجون (بالصينية: 姚力君) هو لاعب كرة قدم صيني في مركز الدفاع، ولد في 2 أكتوبر 1981 في مدينة هاينينغ ‏ في الصين. لعب مع شانغهاي غرينلاند شينهوا.